# Bataille de Mill Springs
Guerre de Sécession
Batailles
Théâtre oriental
- Virginie-occidentale
- Manassas
  - 1re Bull Run
- 1re Virginie Septentrionale
- Burnside Expedition
- Péninsule
- Sept Jours
  - Gaines's Mill
  - Malvern Hill
- 1re Shenandoah valley
- 2de Virginie Septentrionale
  - 2de Bull Run
- Maryland
  - Antietam
- Fredericksburg
- Tidewater
- Chancellorsville
  - Chancellorsville
- Pennsylvanie
  - Gettysburg
- Bristoe
- Mine Run
- Campagne terrestre
  - Wilderness
  - Spotsylvania
  - Cold Harbor
- Bermuda Hundred
- 2de Shenandoah valley
  - Opequon
  - Cedar Creek
- Petersburg
- 1re Wilmington
- 2de Wilmington
- Appomattox
  - 3e Petersburg
  - Sayler's Creek
  - Appomattox C.H.

Théâtre occidental
- East Kentucky
- Shiloh
  - Fort Henry
  - Fort Donelson
  - Shiloh
- Kentucky
- Raid de Newburgh
  - Perryville
- Stones River
  - Murfreesboro
- Vicksburg
  - Champion Hill
  - Vicksburg
- Raid de Morgan
- Raid de Hines
- Tullahoma
- Chickamauga
- Chattanooga
- Knoxville
- Raid Forrest
- Atlanta
- Franklin-Nashville
- Savannah
- Carolines
  - Bentonville
- Raid de Wilson

Théâtre Trans-Mississippi
- Arizona confédéré
  - 1re Messilla
- Missouri
  - Wilson's Creek
- Territoire indien
- Trail of Blood on Ice
- Nouveau-Mexique
- Boston Mountains
- Pea Ridge
- 1re Texas
- Little Rock
- 2de Texas
- Camden
- Red River
- Raid de Price
- Palmito Ranch

Théâtre du bas littoral et approche du golfe
- Fort Sumter
- Blocus de l'Union
- 1re Bayou Teche
- Mississippi valley
  - Port Hudson
- Charleston
- 2de Bayou Teche
- Mobile Bay
- Mobile

La bataille de Mill Springs, également connue sous le nom de bataille de Fishing Creek selon la terminologie confédérée ou encore la bataille de Logan's Cross Roads d'après celle de l'Union, eut lieu dans les comtés de Wayne et de Pulaski, près de Nancy, le 19 janvier 1862, dans le cadre de la guerre de Sécession. Cet affrontement conclut la campagne militaire offensive menée par les forces confédérées dans l'est du Kentucky. Bien que considérée comme une petite bataille en comparaison des nombreuses autres qui suivirent durant le conflit, la bataille de Mill Springs constitua néanmoins le deuxième plus grand affrontement de la guerre dans l'État du Kentucky ; seule la bataille de Perryville provoqua de plus lourdes pertes humaines. Cette bataille fut également la première victoire significative de l'Union durant cette guerre, très célébrée dans la presse populaire de l'époque, mais rapidement éclipsée par les victoires d'Ulysses S. Grant à Fort Henry et Fort Donelson.

## Contexte
En 1861, l'État frontière du Kentucky, avait déclaré sa neutralité dans la guerre pour se prévenir de l'Union. Cette neutralité fut violée une première fois le 3 septembre, quand le général de brigade confédéré Gideon J. Pillow, agissant sous les ordres du général de division Leonidas Polk, occupa Columbus puis quand deux jours plus tard, le général de brigade unioniste Ulysses S. Grant s'empara de Paducah. Dès lors, aucun adversaire ne respectait la neutralité proclamée de l'État et l'avantage confédéré fut par la suite perdu; la zone tampon que constituait le Kentucky ne resta pas longtemps disponible pour aider à la défense du Tennessee.
Au début de 1862, un seul général confédéré, Albert Sidney Johnston, commandait l'ensemble des forces armées sur place depuis l'Arkansas jusqu'au Cumberland Gap. Ses forces étaient disposées en couches minces par delà une large ligne de défense. Son flanc gauche était sous les ordres de Leonidas Polk posté lui et ses 12 000 hommes, à Colombus. Le centre quant à lui était constitué de deux forts commandés par le général de brigade Lloyd Tilghman et ses 4 000 soldats. Le Fort Henry et le Fort Donelson étaient les seules positions pour défendre les rivières Tennessee et Cumberland. Enfin, le flanc droit se situait dans le Kentucky, composé des 4 000 hommes du général de brigade Simon Bolivar Buckner à Bowling Green, et environ 4 000 autres postés dans le District militaire de l'Est du Tennessee, commandés quant à eux par le général de division George Bibb Crittenden, qui avait la responsabilité de protéger Cumberland Gap, une possible porte d'entrée pour l'est du Tennessee pro-unioniste.
La première brigade de Crittenden était commandée par le général de brigade Felix Zollicoffer, qui avait pour tâche principale de garder le Cumberland Gap. En novembre 1861, considérant que l'endroit était fortifié de façon satisfaisante, ce dernier progressa vers l'Ouest dans l'État du Kentucky afin de se rapprocher des forces confédérées situées à Bowling Green et de renforcer son contrôle dans la zone environnant Somerset. La rive sud de la rivière Cumberland à Mill Springs était en fait une falaise et donc une bonne position défensive tandis que la rive nord était basse, plate et marécageuse par endroits. Zollicoffer choisit de déplacer la majorité de ses hommes vers la rive nord où il serait alors plus proche des forces unionistes, affirmant de manière incorrecte que cet endroit était plus défendable. Crittenden et Albert Sidney Johnston ordonnèrent pourtant à Zollicoffer de se replacer au sud de la rivière mais il ne put le faire, faute d'un nombre suffisant d'embarcations pour traverser rapidement la rivière. Par ailleurs, Zollicoffer craignait que sa brigade soit arrêtée et faite prisonnière par l'ennemi durant la traversée.
Le général de brigade unioniste George H. Thomas reçut l'ordre de faire traverser ses forces sur la rivière Cumberland et de briser l'armée de Crittenden. Thomas quitta Lebanon et avança lentement à travers un terrain détrempé, n'atteignant ainsi Logan's Crossroads que le 17 janvier, où il attendit les troupes du général de brigade Albin F. Schoepf en provenance de Somerset pour se joindre à lui. Crittenden, resté jusqu'à début janvier dans son quartier général basé à Knoxville, arriva finalement à Mill Springs et réalisa alors que son subordonné inexpérimenté se trouvait dans une dangereuse situation. Il conçut un plan pour attaquer les forces de l'Union avant que celles-ci ne se regroupent pour attaquer; une section de l'armée unioniste et trois brigades sous le commandement de Thomas, étaient situées à Logan's Crossroads; la brigade de Schoepf était quant à elle basée à Somerset, séparée par le Fishing Creek, alors en crue à cause de la pluie, ce qui pouvait constituer une barrière suffisante pour empêcher ces diverses forces armées de faire rapidement leur jonction. Crittenden ordonna à Zollicoffer d'attaquer dès l'aube du 19 janvier le camp de l'Union à Logan's Crossroads.

## Bataille

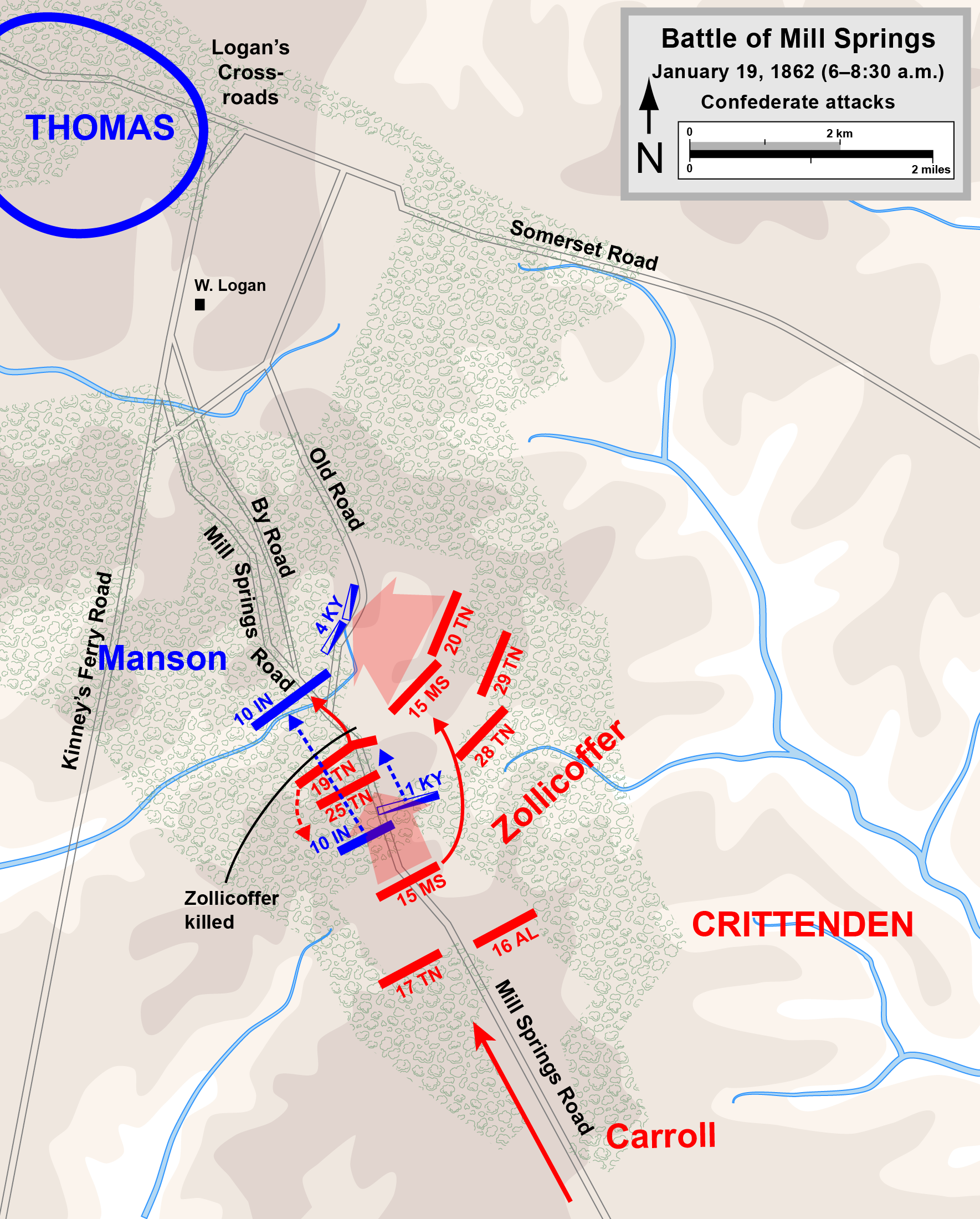
Bataille de Mill Springs, Attaque sudiste.
Confederate
Union

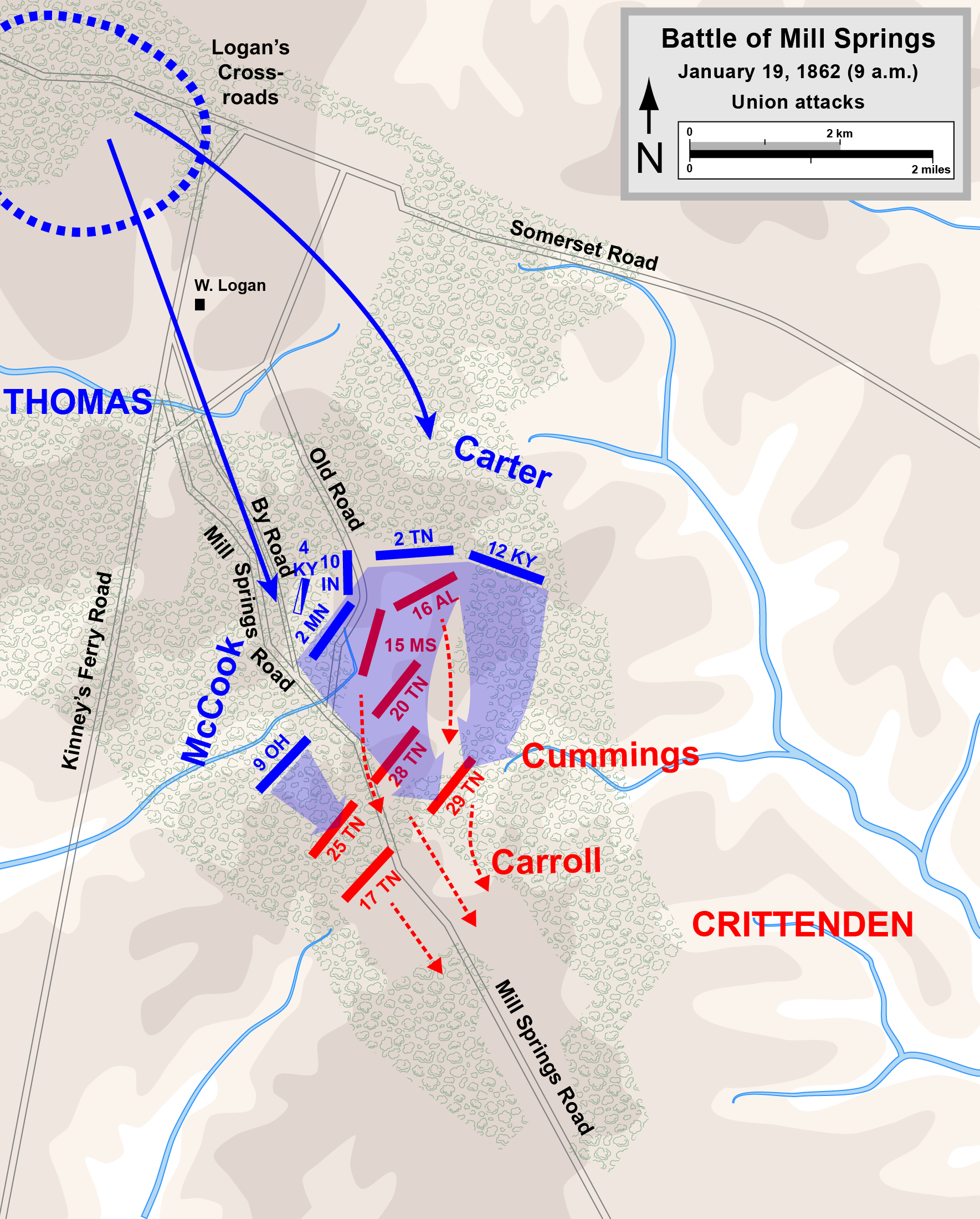
Bataille de Mill Springs, Contre attaque nordiste.

La marche nocturne des confédérés est perturbée par la pluie et la boue. Les troupes arrivent à Logan's Crossroads trempés et frigorifiés. La plupart d'entre eux portent de vieux fusils à platine à silex, dignes de l'époque napoléonienne et quasiment inutilisables en temps de pluie. La lenteur de leur progression leur a fait perdre l'élément de surprise. Néanmoins, ils se lancent dans un assaut énergique, derrière Zollicoffer, leur offrant quelques succès momentanés. Le 15e Mississippi et le 20e Tennessee repoussent le 4e Kentucky, commandé par le colonel nordiste Speed S. Fry, le 2e Minnesota, le 10e Indiana et quelques éléments de cavalerie.
La mauvaise visibilité liée à la forêt épaisse, aux nuages de poudre, engendre de la confusion. Zollicoffer, en vêtement de pluie blanc et en tête des attaquants sudistes, s'approche de l'unité qui tire sur ses hommes, l'estimant sudiste. Il s'agit en réalité des nordistes du 4e Kentucky. La méprise de Zollicoffer lui coûte la vie. Le coup fatal aurait été tiré par Fry. La disparition de leur commandant et le feu nourri nordiste fait plier le centre de la ligne sudiste et la met en désordre. Crittenden rallie les hommes et ordonne aux brigades Zollicoffer et Carroll une attaque générale.
À ce moment de la journée, Thomas fait son entrée sur le champ de bataille. Il fait avancer le 9e Ohio tandis que le 2e Minnesota continue à tirer salve sur salve. Le colonel Robert L. McCook, commandant la 3e brigade de Thomas raconte que les adversaires étaient si proches qu'ils passaient leurs fusils pour tirer à travers la même clôture. Quand le 9e Ohio (9th Ohio Infantry) déborde le flanc gauche sudiste, la bataille tourne en faveur des fédéraux. Les troupes sudistes se débandent et fuient vers Mill Springs. Crittenden, que la rumeur donne comme étant en état d'imprégnation alcoolique avancée, ne peut les rallier. Les fuyards repassent sur la rive sud de la Cumberland, abandonnant douze pièces d'artillerie intactes, 150 chariots, plus de 1000 mules et chevaux, ainsi que leurs morts et leurs blessés. Leur retraite continue jusqu'à Chestnut Mound, Tennessee, (près de Carthage), environ 50 milles (80,5 km) à l'est de Nashville.

## De nos jours
Le champ de bataille, qui couvre 42 ha, est en partie préservé par intégration dans le « Zollicoffer Park ». Il comprend un cimetière sudiste, où sont inhumés dans une fosse commune les morts de cette bataille.
Un musée, le « Mill Springs Battlefield Visitors Center and Museum », y a ouvert ses portes en 2006. Plusieurs cérémonies commémoratives s'y tiennent chaque année, de visites du champ de bataille à la lueur des flambeaux à des reconstitutions historiques.
Le site constitue un monument national, le Mill Springs Battlefield National Monument, depuis le 12 mars 2019.

## Sources
- (en) Cet article est partiellement ou en totalité issu de l’article de Wikipédia en anglais intitulé « Battle of Mill Springs » (voir la liste des auteurs).